# 萧坦之
蕭坦之（5世纪—499年），字君平，中国南朝齐皇族，南蘭陵郡蘭陵县（今江苏省常州市武进区）人。是齐高帝蕭道成的族子，萧道成族父萧道济之孫，武進县令蕭欣祖之子。與蕭諶同族。封臨汝侯。

## 生平
初任殿中将軍。昇明三年（479年），蕭賾任中軍大将軍，萧坦之在他属下担任刑獄参軍。建元四年（482年），在竟陵王蕭子良属下任鎮北参軍。永明元年（483年）从蕭子良转任征北参軍。担任東宮直閤，以勤勉为武帝蕭賾器重。任給事中、淮陵县令，转任蘭陵县令。官至尚書起部郎、司徒中兵参軍。永明十一年（493年），武帝驾崩，萧坦之任射声校尉，没有到任转任正員郎、南魯郡太守。
皇帝蕭昭業以萧坦之是文惠太子蕭長懋的旧臣，大加信任，不离左右，萧坦之甚至可以入宫面见皇后。蕭昭業在宮中後堂艺人表演戏谑，萧坦之都在蕭昭業身边護衛。蕭昭業喝醉後裸体，萧坦之劝諫不从。他认为蕭昭業資質有限，不可辅佐，于是联络西昌侯蕭鸞，密为耳目。萧坦之任晋安王征北将军萧子懋征北諮議。隆昌元年（494年）因为父亲的功勋，封臨汝县男，转任征南諮議。
蕭鸞计划废黜蕭昭業，召蕭諶、蕭坦之謀議。蕭昭業心腹直阁将军曹道刚有所发觉，暗中布置。蕭諶不能发动計划。始興郡内史蕭季敞、南陽郡太守蕭穎基被召還建康转任都尉，蕭諶想要等他们回来，借他们的力量行废帝之事。蕭鸞与萧坦之相談，萧坦之说曹道剛已经有所防备，不能再等。翌日（七月廿二日）蕭鸞起兵，萧坦之、蕭諶襲殺曹道剛、朱隆之，从雲龍門入宮，将蕭昭業废黜。蕭鸞谋废少帝，蕭坦之之力。同年（延興元年），萧鸾立蕭昭業弟新安王蕭昭文即位，萧坦之官至黄門郎、衛尉卿，進爵位为临汝县伯。同年（建武元年），蕭鸞即位为明帝，萧坦之官至散騎常侍、右衛将軍，進爵为临汝县侯。
建武二年（495年）正月、北魏南征，萧坦之假節、督徐州征討軍事，指揮防御。魏軍包围鍾離，萧坦之据守淮水中洲，截断魏軍退路，击败北魏。凱旋後加太子中庶子之位，未任受領軍将軍之号。永泰元年（498年），蕭宝卷即位，萧坦之由鎮軍將軍升任侍中、領軍将軍。
永元元年（499年），母亲去世，起复，受号右将軍。江祏兄弟图谋拥立萧宝卷的堂兄始安王蕭遙光，请求萧坦之協助。萧坦之认为明帝取武帝后人天下已经不能服众，萧遥光再取代萧宝卷只会让天下更乱，拒绝，告发他们的陰謀，以服喪为理由回家。萧坦之的家在東府城之東，揚州刺史驻地靠近蕭遙光的根据地。蕭遙光夜間起兵，萧坦之穿着褌衣翻墙逃走，从東冶南渡，間道進入建康。萧坦之受假節平定蕭遙光之乱，驻军湘宮寺。萧坦之以平乱之功被任为尚書右僕射、丹陽尹，進爵为临汝县公。
萧坦之黑胖无鬍鬚，声音嘶哑，当時人称他为「蕭瘂」。他強狠专执，憎恨他的人很多。蕭遙光之乱平定二十日後，萧坦之还未就任新官，蕭宝卷就派黄文济率兵包围萧坦之的家宅，萧坦之被殺。其子蕭賞，官至秘書郎，同时被殺害。中興元年（501年），权臣萧衍为萧坦之平反，追贈中軍将軍、開府儀同三司。

## 延伸阅读
[在维基数据编辑]
 《南齊書/卷42》，出自萧子显《南齊書》
 《南史·卷41》，出自李延壽《南史》